# Wiedomys cerradensis
Wiedomys cerradensis (Вієдоміс серрадо) — вид гризунів з родини Хом'якові (Cricetidae).

## Проживання
Цей вид відомий тільки з типового місцезнаходження в Баїя, Бразилія. Цей вид зустрічається в півлистяному лісі в серрадо.

## Загрози та охорона
Загрози для цього виду не відомі. Цей вид на даний час не відомий з будь-яких охоронних територій.